# 寧平省
寧平省（越南语：／）是越南紅河三角洲的一个省，省莅华闾坊。

## 地理
宁平省西接清化省，北接富壽省，南临南中国海。

## 历史

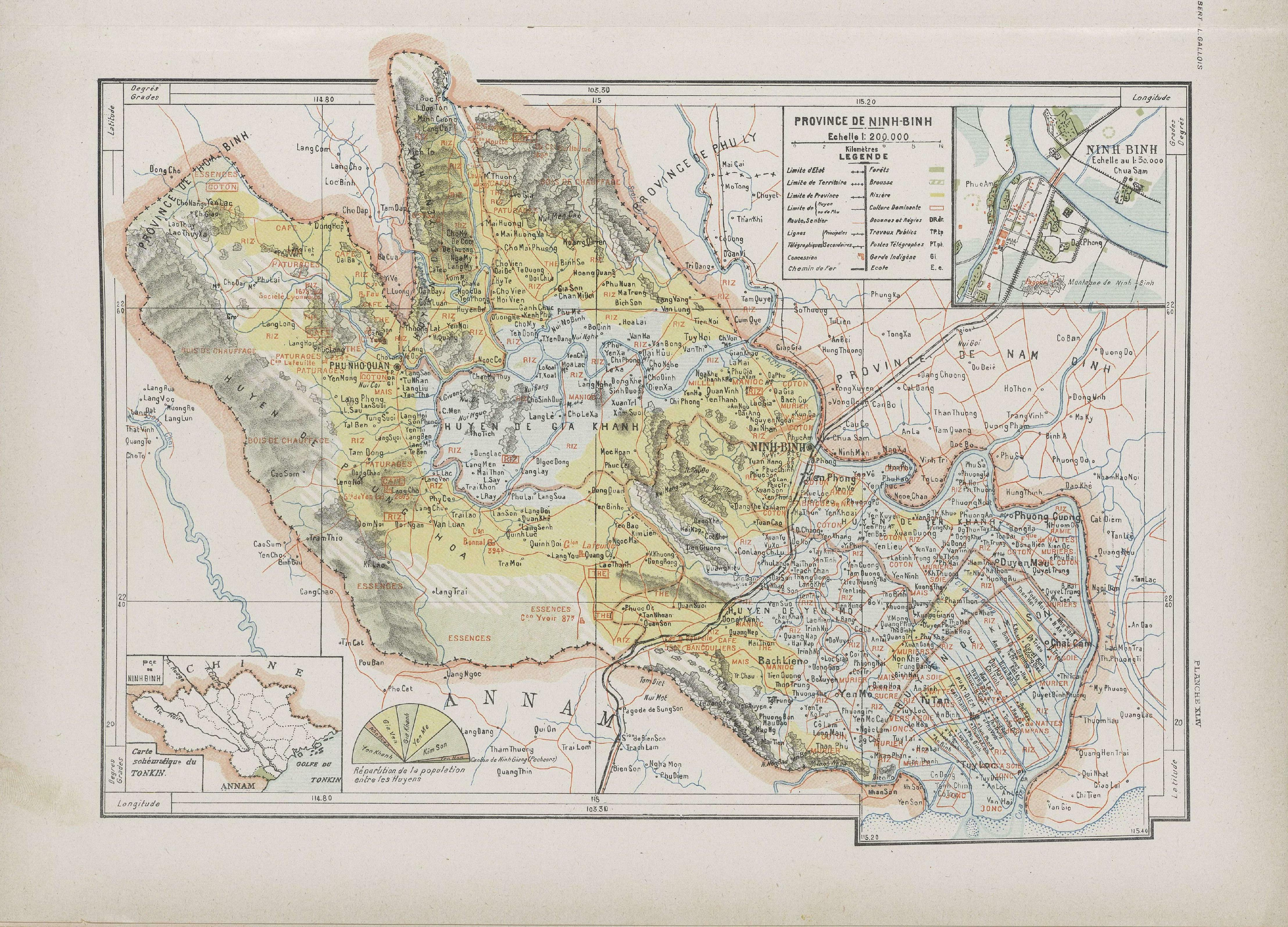
法属印度支那时期的寧平省地图

1948年1月25日，越南政府将各战区合并为联区，战区抗战委员会改组为联区抗战兼行政委员会。第二战区、第三战区和第十一战区合并为第三联区，设立第三联区抗战兼行政委员会，宁平省划归第三联区管辖。
1958年11月24日，胡志明签署敕令，自12月1日起撤销第三联区。宁平省划归中央政府直接管辖。
1961年1月，安谟县1社划归安庆县管辖；安庆县3社划归安谟县管辖。
1974年2月23日，安谟县析置省直辖三叠市镇。
1975年时，宁平省下辖宁平市社、省直辖三叠市镇、嘉庆县、嘉远县、安庆县、金山县、安谟县、儒关县1市社1省辖市镇6县，省莅宁平市社。
1975年12月27日，宁平省和南河省合并为河南宁省。
1977年4月27日，儒关县和嘉远县合并为黄龙县，安谟县、省直辖三叠市镇和安庆县10社合并为三叠县，嘉庆县和宁平市社合并为华闾县，安庆县剩余9社并入金山县。
1981年4月9日，黄龙县重新析置嘉远县；华闾县重新析置宁平市社。
1982年12月14日，华闾县宁山社碧桃村部分区域划归宁平市社丁先皇坊管辖。
1982年12月17日，华闾县宁城社划归宁平市社管辖，三叠县以三叠市镇、安平社、安山社1市镇2社析置三叠市社。
1991年12月26日，河南宁省重新分设为南河省和宁平省，宁平省下辖宁平市社、三叠市社、华闾县、三叠县、嘉远县、黄龙县、金山县2市社5县，省莅宁平市社。
1993年11月23日，黄龙县更名为儒关县。
1994年7月4日，以金山县9社和三叠县10社复析置安庆县；三叠县更名为安谟县。
1996年11月2日，华闾县5社部分区域划归宁平市社管辖。
2004年1月9日，华闾县6社划归宁平市社管辖。
2005年12月2日，宁平市社被评定为三级城市。
2007年2月7日，宁平市社改制为宁平市。
2012年7月31日，三叠市社被评定为三级城市。
2014年5月20日，宁平市被评定为二级城市。
2015年4月10日，三叠市社改制为三叠市。
2024年12月5日，宁平市和华闾县合并后拟设的华闾市被评定为一级城市。10日，越南国会常务委员会通过决议，自2025年1月1日起，宁平市和华闾县合并为华闾市。
2025年7月1日，河南省及南定省併入宁平省。

## 行政區劃
2025年行政區劃改革後，宁平省共下轄32坊、97社。省會设于華闾坊。在此之前，宁平省曾下辖华闾市、三疊市2市，嘉遠縣、金山縣、儒關縣、安慶縣、安謨縣5县。

## 媒体
越南主要的媒體越南国家电视台、越南之声广播电台等均可在宁平省接收。越共宁平省委、宁平省人民委员会还拥有宁平广播电视台、《宁平报》等媒體，以报道宁平省的地方新聞。

## 景點
- 三谷碧峒（Tam Cốc-Bích Động）
- 菊芳國家公園（Cúc Phương）
- 雲龍濕地（Vân Long）
- 碧峒寺（Chùa Bích Động）
- 沛嵿寺（Chùa Bái Đính）
- 寧平古街

## 外部連結
- 宁平省电子信息门户网站 （页面存档备份，存于）（越南文）